# Omerzu
Omerzu je priimek več znanih Slovencev:
- Aleš Omerzu (*1968), fizik (IJS)
- Branko Omerzu (*1950), sociolog in politik
- Olmo Omerzu (*1984), filmski režiser
- Silvan Omerzu (*1955), režiser, slikar in likovni umetnik